# Bei manchen Männern hilft nur Voodoo
Bei manchen Männern hilft nur Voodoo ist eine deutsche Fernseh-Komödie aus dem Jahr 2010. Der Film wurde vom 17. November bis 17. Dezember 2009 unter dem Arbeitstitel Voodoo für Anfänger in Berlin gedreht.

## Handlung
Robert Günther ist ein Macho und Egoist, wie er im Buche steht. Dem Bauunternehmer ist nichts zu schäbig, um seinen eigenen Vorteil zu ziehen. Er unterdrückt seine Frau Doris mit Psychopharmaka, schwängert aus Versehen seine Geliebte, Beate Lenz, und bürdet seiner Assistentin Jenny jede Menge Arbeit auf. Selbst als er seinen 43. Geburtstag auf der Penthouseetage seines von seiner Firma gebauten Wohnbauprojekts feiert, um die Investoren zu beeindrucken, versucht er seiner neuesten Errungenschaft Maren van Stetten zu begatten. Jenny erwischt ihn dabei, wie er sich oral von Maren befriedigen und seine Geliebte Beate von der Party schmeißen lässt. Da er selbst seine Bücher frisierte, um seine Firma in den Ruin zu treiben, lässt er daraufhin Jenny als Sündenbock entlassen. Doch das reicht Jenny. Mit der Idee ihres Sohnes, eine Voodoopuppe zu benutzen, offenbart sie Roberts Lügen Doris und Beate. Alle drei beschließen, sich mit Hilfe von Voodoo an ihm zu rächen.
So beschließen sie die gemeinsame Operation Rohrfrei und verfluchen ihn zur Impotenz, Ehrlichkeit und Erfolglosigkeit. Aber auch durch kleinere Sabotageakte greifen sie persönlich ein. Doris nutzt Roberts Laktoseintoleranz aus, serviert ihm normale Milch, sodass er einen Vortrag abbrechen muss und nicht mehr von der Toilette kommt. Beate belastet Roberts sensible Bandscheibe, sodass er sich nur noch unter Schmerzen bewegen kann. Nachdem sie seine Kreditkarte bis ans Limit belastet haben, muss er eine Nacht eingeschlossen in der Garage verbringen. Als er am nächsten Morgen mit dem Vater seiner neuesten Geliebten, Klaus van Stetten, ein Geschäftsessen hat, wird er von den dreien ausspioniert. Dabei erfahren sie, dass er mit Absicht seine Firma ruiniert, um sie van Stetten für eine 20-Prozent-Beteiligung an dessen Firma verkaufen zu können. Damit wäre Robert ein gemachter Mann und Doris raus aus dem Geschäft.
Nach weiteren kleinen Gemeinheiten schaffen sie es, dass aus dem Geschäft nichts mehr wird. Er kann nur noch verkaufen, ohne Beteiligung. Die drei verkleiden sich anschließend als Putzfrauen, um Undercover die nötigen Beweise aus Roberts Büro zu klauen. Jetzt kann auch Jenny wieder rehabilitiert und Robert der Lüge überführt werden. Doch Beate hat sich beim Kopierer vertan. Anstatt Beweise zu sichern, hat sie diese durch den Papierschredder zerstört. Und es kommt noch schlimmer. Robert bekommt mit, dass die drei zusammenarbeiten. Beate gesteht er seine Liebe und dass er sie zuvor belog. Jenny bietet er wieder ihren alten Job an. Und seiner Doris spielt er den liebenden Ehemann vor. Damit bricht er einen Streit zwischen den Dreien vom Zaun, welcher ihn triumphieren lässt. Er rächt sich an ihnen und erzählt Doris triumphierend, wie er das alles bewerkstelligen konnte. Doch weil die drei zuvor skeptisch waren, zeichnen sie das Gespräch auf und können ihn damit erpressen. Er soll aus ihrem Leben verschwinden. Notgedrungen macht er das.

## Kritiken
„Der Ehemann, der Liebhaber oder der Chef als Voodoopuppe, die frau mit kleinen Nädelchen malträtieren kann. Wohl so manche Frau würde sich wohl über ein derartiges Instrumentarium freuen. Komödienspezialist und Vielfilmer Thomas Nennstiel […] inszenierte hier nach der Vorlage von Carolin Hecht […] und Kathrin Toboll eine recht flache Rache-Komödie, die zwar mit der Realität nichts zu tun hat, aber mit spaßigen Szenen und Dialogen unterhält.“

„Mit hohem Tempo und einer zupackenden Damenriege läuft die überdrehte TV-Posse überraschend souverän in die Zielgerade ein. Besonders lobenswert: das fintenreiche Drehbuch von Carolin Hecht und Kathrin Toboll. […] Hübscher, derb-lustiger Geschlechterkampf“

## Ausstrahlung
| Datum           | Uhrzeit   | Sender | Zuschauer | Marktanteil |
| --------------- | --------- | ------ | --------- | ----------- |
| 21. August 2010 | 20:15 Uhr | Sat.1  | 3,74 Mio. | 11,7 %      |
| 21. August 2012 | 20:15 Uhr | Sat.1  | 2,33 Mio. | 8,7 %       |